# الغواصة الألمانية يو-521
غواصة يو-521 غواصة يو بوت ألمانية من الفئة التاسعة سي بنيت ل سلاح بحرية ألمانيا النازية كريغسمارينه، في أحواض دويتشه فيرفت في هامبورغ خلال الحرب العالمية الثانية.